# Lauri Dalla Valle
Lauri Dalla Valle (* 14. September 1991 in Kontiolahti) ist ein ehemaliger finnischer Fußballspieler.

## Vereinskarriere

### Karrierebeginn
Dalla Valle wurde in Kontiolahti in der Nähe der Stadt Joensuu, als Sohn eines ausgewanderten Italieners und einer Finnin geboren. In der Stadt Joensuu begann er auch in der Jugend des dort ansässigen Vereins JIPPO seine Karriere. Nachdem er 2005 zum besten Spieler des finnischen Nike Premier Cup gewählt worden war, wechselte er daraufhin 14-jährig, in das Heimatland seines Vaters, Italien, in die Jugend zu Inter Mailand. Bei Inter fühlte sich Dalla Valle jedoch nicht wohl und hatte Heimweh. Daraufhin verließ er den Verein nach Ablauf der dreimonatigen Probezeit wieder und wechselte zurück zu JIPPO.
In Folge dauerte es zwei Jahre, ehe er 16-jährig in der zweiten finnischen Liga für JIPPO debütierte. Am 22. Mai 2007 zog er sich im Cup-Spiel gegen JJK Jyväskylä eine schwere Verletzung zu, die ihn zu einer monatelangen Verletzungsbedingten Pause zwang. Zuvor hatte er im gleichen Spiel noch sein erstes Profitor erzielt. Insgesamt absolvierte er 8 Ligaspiele ohne Torerfolg für JIPPO, ehe er im Sommer 2007 wieder zu einer interessanten Transferaktie wurde. Bereits 2006 wurde er in den finnischen Medien zum größten finnischen Jugendtalent auserkoren worden und hatte im gleichen Jahr ein Probetraining beim FC Liverpool, nach welchem jedoch von einer Verpflichtung Abstand genommen wurde. Nun deutete einiges auf einen Wechsel zu Chelsea hin, die ihm nach erfolgreichem Probetraining ein Vertragsangebot unterbreiteten. Dalla Valle zögerte jedoch und absolvierte ein weiteres Mal ein Probetraining bei Liverpool, welches diesmal ebenfalls mit einem Angebot endete. Daraufhin unterschrieb er einen Vertrag über dreieinhalb Jahre bei Liverpool.

### FC Liverpool

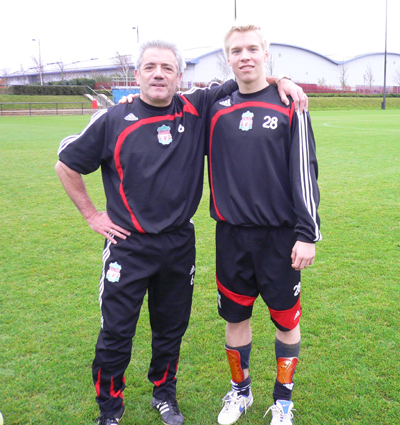
Dalla Valle an der Seite von Liverpool Legende Kevin Keegan

Ab Januar 2008 lief er daraufhin für die U-16 Mannschaft des Vereins auf, für die er in 10 Spielen 11 Tore erzielen konnte. Als ersten Erfolg konnte er den Gewinn des „Zayed Cup“ in den VAE verbuchen. Ab 2009 lief er für die U-18 Mannschaft Liverpools auf, mit der er das Finale des FA Youth Cup erreichte, in dem man jedoch dem FC Arsenal mit 2:6 unterlag. Im Verlauf des Cups gelangen ihm 8 Torerfolge für Liverpool, alleine 4 davon im Semi-Finale gegen Birmingham City. Insgesamt erzielte er 20 Tore in 28 Einsätzen für die U-18 von Liverpool. Im Juni 2009 stieg er in die Reserve-Mannschaft von Liverpool auf, ehe er im Juli 2010 in der Qualifikation zur Europa League beim 0:2-Sieg im Auswärtsspiel gegen Rabotnički Skopje für die Profimannschaft debütierte. Er kam in Spielminute 83 für Alberto Aquilani ins Spiel.

### FC Fulham
Am 31. August 2010 wechselte er im Rahmen des Transfers von Paul Konchesky zu den Reds im Gegenzug gemeinsam mit Alex Kacaniklic zum FC Fulham. Da er sich bei Fulham nicht durchsetzen konnte, wurde er im März 2011 in die Football League One zum AFC Bournemouth ausgeliehen. Nach seiner Rückkehr zu Fulham wurde er an Dundee United, Exeter City und Crewe Alexandra verliehen.

### Molde FK
Am 25. Februar 2013 gab der FC Fulham bekannt, dass Dalla Valle nach Norwegen zu Molde wechselt. Er erzielte in vier Spielen keine Tore und verließ Molde nach weniger als einem halben Jahr.

### VV St. Truiden
Am 5. Juli 2013 unterschrieb Dalla Valle einen Dreijahreskontrakt beim belgischen Zweitligisten VV St. Truiden. Jedoch verließ er denn Verein nach einem Jahr schon wieder und ging zurück nach England.

### Crewe Alexandra
Im Dezember 2014 unterschrieb er einen Vertrag bei Crewe Alexandra und spielte dort die nächsten achtzehn Monate.

### FK Zemun
Hier spielte er von August bis November 2017 und beendete dann seine aktive Karriere.

## Nationalmannschaft
Dalla Valle lief bisher für die U-16, U-17 und U-19 Jugendauswahlmannschaften von Finnland auf, mit denen er sich für kein großes Jugendturnier qualifizieren konnte.
Im Herbst 2008 lehnte er eine Einberufung in die finnische U-21 Nationalmannschaft für die Qualifikation zur U-21 Europameisterschaft in Dänemark ab. Dies sorgte in Finnland für harsche Kritik durch Markku Kanerva und dem finnischen Nationalmannschaftstrainer Stuart Baxter. Dalla Valle begründete seine Absage damit, sich voll und ganz auf den Durchbruch in Liverpool konzentrieren zu wollen. Aufgrund der Tatsache, dass das Heimatland seines Vaters, Italien, ebenfalls an einer Einberufung des Spielers interessiert sein soll, wurden seine wahren Beweggründe für die Absage in Frage gestellt. Dalla Valle selbst hatte sich nach seinem gescheiterten Versuch in Mailand Fuß zu fassen für eine Nationalmannschaftskarriere in Finnland ausgesprochen.

## Sonstiges
Dalla Valles Vater Loreno ist italienischer Staatsbürger und arbeitete in Venedig als Drogenfahnder der Polizei. Nachdem er die Finnin Marketta heiratete, kündigte er seinen Beruf und wanderte mit ihr nach Finnland aus. Dort machte er sich selbstständig und ist seither im Pilz-Export tätig. Sein Vater war auch treibende Kraft für den Wechsel nach Mailand und begleitete ihn auch danach, um ihm die Eingewöhnung zu erleichtern. Dalla Valle gab in einem Interview an, dass sein Vater sich gewünscht hätte, dass er in Italien geblieben wäre.

## Erfolge

### Im Verein
- Finalist: FA Youth Cup 2009
- Gewinner: Zayed Cup (VAE) (2008)

### Als Spieler
- Bester Spieler: Nike Premier Cup 2005 (Finnland)